# Finnország az 1952. évi téli olimpiai játékokon
Finnország a norvégiai Oslóban megrendezett 1952. évi téli olimpiai játékok egyik részt vevő nemzete volt. Az országot az olimpián 7 sportágban 50 sportoló képviselte, akik összesen 9 érmet szereztek.

## Érmesek
| Érem  | Versenyző                                            | Sportág          | Versenyszám           |
| ----- | ---------------------------------------------------- | ---------------- | --------------------- |
| Arany | Veikko Hakulinen                                     | Sífutás          | Férfi 50 km           |
| Arany | Heikki Hasu Urpo Korhonen Paavo Lonkila Tapio Mäkelä | Sífutás          | Férfi 4 × 10 km váltó |
| Arany | Lydia Wideman                                        | Sífutás          | Női 10 km             |
| Ezüst | Heikki Hasu                                          | Északi összetett | Egyéni                |
| Ezüst | Tapio Mäkelä                                         | Sífutás          | Férfi 18 km           |
| Ezüst | Eero Kolehmainen                                     | Sífutás          | Férfi 50 km           |
| Ezüst | Mirja Hietamies                                      | Sífutás          | Női 10 km             |
| Bronz | Paavo Lonkila                                        | Sífutás          | Férfi 18 km           |
| Bronz | Siiri Rantanen                                       | Sífutás          | Női 10 km             |

## Alpesisí
Férfi
| Versenyző     | Versenyszám      | 1. futam      | 1. futam      | 2. futam | 2. futam | Összesítés | Összesítés |
| Versenyző     | Versenyszám      | Idő           | Hely.         | Idő      | Hely.    | Idő        | Helyezés   |
| ------------- | ---------------- | ------------- | ------------- | -------- | -------- | ---------- | ---------- |
| Pekka Alonen  | Műlesiklás       | 1:04,8        | 24.           | 1:03,9   | 14.      | 2:08,7     | 14.        |
| Pekka Alonen  | Óriás-műlesiklás |               |               |          |          | 3:00,2     | 55.        |
| Pentti Alonen | Lesiklás         |               |               |          |          | 2:59,7     | 44.        |
| Pentti Alonen | Műlesiklás       | 1:12,5        | 51.           | kiesett  | kiesett  | kiesett    | kiesett    |
| Pentti Alonen | Óriás-műlesiklás |               |               |          |          | 2:45,1     | 31.        |
| Niilo Juvonen | Műlesiklás       | nem ért célba | nem ért célba | kiesett  | kiesett  | kiesett    | kiesett    |
| Niilo Juvonen | Óriás-műlesiklás |               |               |          |          | 2:52,8     | 44.        |
| Eino Kalpala  | Lesiklás         |               |               |          |          | 3:16,2     | 56.        |
| Eino Kalpala  | Műlesiklás       | 1:09,2        | 39.           | kiesett  | kiesett  | kiesett    | kiesett    |
| Eino Kalpala  | Óriás-műlesiklás |               |               |          |          | 2:52,3     | 42.        |

## Északi összetett
| Versenyző      | Síugrás  | Síugrás  | Síugrás  | Síugrás  | Síugrás  | Síugrás  | Síugrás | Síugrás | Sífutás | Sífutás | Sífutás | Összesítés | Összesítés |
| Versenyző      | 1. ugrás | 1. ugrás | 2. ugrás | 2. ugrás | 3. ugrás | 3. ugrás | Össz.   | Össz.   | Sífutás | Sífutás | Sífutás | Összesítés | Összesítés |
| Versenyző      | Távolság | Pont     | Távolság | Pont     | Távolság | Pont     | Pont    | Hely.   | Idő     | Pont    | Hely.   | Pont       | Helyezés   |
| -------------- | -------- | -------- | -------- | -------- | -------- | -------- | ------- | ------- | ------- | ------- | ------- | ---------- | ---------- |
| Heikki Hasu    | 63,0     | 103,5    | 63,0     | 104,0    | 61,0     | (71,0)   | 207,5   | 5.      | 1:02:24 | 240,000 | 1.      | 447,500    |            |
| Paavo Korhonen | 61,0     | (70,0)   | 61,0     | 101,5    | 63,5     | 104,5    | 206,0   | 6.*     | 1:05:30 | 228,727 | 2.      | 434,727    | 4.         |
| Eeti Nieminen  | 59,0     | (100,0)  | 62,5     | 101,0    | 64,5     | 105,0    | 206,0   | 6.*     | 1:08:24 | 218,181 | 7.      | 424,181    | 8.         |
| Aulis Sipponen | 59,0     | (98,0)   | 60,0     | 99,0     | 61,5     | 99,5     | 198,5   | 12.     | 1:06:03 | 226,727 | 4.      | 425,227    | 7.         |

* - egy másik versenyzővel azonos eredményt ért el

## Gyorskorcsolya
| Versenyző       | Versenyszám | Eredmény       | Helyezés       |
| --------------- | ----------- | -------------- | -------------- |
| Kalevi Laitinen | 500 m       | 45,4           | 21.*           |
| Kalevi Laitinen | 1500 m      | 2:27,1         | 24.            |
| Kalevi Laitinen | 5000 m      | 8:52,4         | 22.            |
| Pentti Lammio   | 5000 m      | 8:31,9         | 7.             |
| Pentti Lammio   | 10 000 m    | 17:20,5        | 4.             |
| Lassi Parkkinen | 500 m       | nem ért célba~ | nem ért célba~ |
| Lassi Parkkinen | 1500 m      | 2:23,0         | 6.             |
| Lassi Parkkinen | 10 000 m    | 17:36,8        | 8.             |
| Kauko Salomaa   | 500 m       | 45,7           | 24.            |
| Kauko Salomaa   | 1500 m      | 2:23,3         | 7.             |
| Kauko Salomaa   | 5000 m      | 8:40,1         | 13.            |
| Kauko Salomaa   | 10 000 m    | 17:49,6        | 12.            |
| Toivo Salonen   | 500 m       | 44,2           | 8.*            |
| Toivo Salonen   | 1500 m      | 2:27,4         | 25.            |
| Matti Tuomi     | 5000 m      | 8:40,0         | 12.            |
| Matti Tuomi     | 10 000 m    | 18:25,5        | 23.            |

* - egy másik versenyzővel azonos eredményt ért el

~ - a futam során elesett

## Jégkorong
| Finn férfi jégkorongcsapat-játékoskeret                                                         | Finn férfi jégkorongcsapat-játékoskeret                                                            | Finn férfi jégkorongcsapat-játékoskeret                                  |
| ----------------------------------------------------------------------------------------------- | -------------------------------------------------------------------------------------------------- | ------------------------------------------------------------------------ |
| - Yrjö Hakala - Aarne Honkavaara - Erkki Hytönen - Pentti Isotalo - Matti Karumaa - Ossi Kauppi | - Keijo Kuusela - Kauko Mäkinen - Pekka Myllylä - Christian Rapp - Esko Rekomaa - Matti Rintakoski | - Eero Saari - Eero Salisma - Lauri Silván - Unto Wiitala - Jukka Wuolio |

### Eredmények
| 1952. február 15. | Svédország (SWE) | 9 – 2 (2–0, 5–2, 2–0) | Finnország | Oslo |

|  |  |  |  |  |
|  |  |  |  |  |
|  |  |  |  |  |
|  |  |  |  |  |

| 1952. február 16. | Svájc (SUI) | 12 – 0 (2–0, 2–0, 8–0) | Finnország | Oslo |

|  |  |  |  |  |
|  |  |  |  |  |
|  |  |  |  |  |
|  |  |  |  |  |

| 1952. február 17. | Kanada (CAN) | 13 – 1 (6–2, 5–0, 2–1) | Finnország | Oslo |

|  |  |  |  |  |
|  |  |  |  |  |
|  |  |  |  |  |
|  |  |  |  |  |

| 1952. február 18. | Egyesült Államok (USA) | 8 – 2 (1–0, 6–0, 1–2) | Finnország | Oslo |

|  |  |  |  |  |
|  |  |  |  |  |
|  |  |  |  |  |
|  |  |  |  |  |

| 1952. február 20. | Norvégia (NOR) | 2 – 5 (0–2, 2–2, 0–1) | Finnország | Oslo |

|  |  |  |  |  |
|  |  |  |  |  |
|  |  |  |  |  |
|  |  |  |  |  |

| 1952. február 21. | Csehszlovákia (TCH) | 11 – 2 (4–1, 3–0, 4–1) | Finnország | Sandvik |

|  |  |  |  |  |
|  |  |  |  |  |
|  |  |  |  |  |
|  |  |  |  |  |

| 1952. február 22. | Finnország (FIN) | 5 – 1 (1–0, 2–0, 2–1) | Németország | Oslo |

|  |  |  |  |  |
|  |  |  |  |  |
|  |  |  |  |  |
|  |  |  |  |  |

| 1952. február 23. | Lengyelország (POL) | 4 – 2 (2–2, 0–0, 2–0) | Finnország | Lilleström |

|  |  |  |  |  |
|  |  |  |  |  |
|  |  |  |  |  |
|  |  |  |  |  |

Végeredmény
| Csapat                 | M | Gy | D | V | G+ | G– | Gk  | P   |
| ---------------------- | - | -- | - | - | -- | -- | --- | --- |
| Kanada (CAN)           | 8 | 7  | 1 | 0 | 71 | 14 | +57 | 15  |
| Egyesült Államok (USA) | 8 | 6  | 1 | 1 | 43 | 21 | +22 | 13  |
| Svédország (SWE)       | 8 | 6  | 0 | 2 | 48 | 19 | +29 | 12* |
| Csehszlovákia (TCH)    | 8 | 6  | 0 | 2 | 47 | 18 | +29 | 12* |
| Svájc (SUI)            | 8 | 4  | 0 | 4 | 40 | 40 | 0   | 8   |
| Lengyelország (POL)    | 8 | 2  | 1 | 5 | 21 | 56 | –35 | 5   |
| Finnország (FIN)       | 8 | 2  | 0 | 6 | 21 | 60 | –39 | 4   |
| Németország (GER)      | 8 | 1  | 1 | 6 | 21 | 53 | –32 | 3   |
| Norvégia (NOR)         | 8 | 0  | 0 | 8 | 15 | 46 | –31 | 0   |

* - Svédország és Csehszlovákia nyolc mérkőzés után egyenlő pontszámmal és gólkülönbséggel állt a harmadik helyen, ezért helyosztó mérkőzésre került sor, amelyet Svédország nyert meg 5–3-ra.
| Csapat     | Helyezés |
| ---------- | -------- |
| Finnország | 7.       |

## Műkorcsolya
| Versenyző     | Versenyszám  | Kötelező elemek   | Kötelező elemek | Kűr               | Kűr   | Összesítés                     | Összesítés                     | Összesítés                     | Összesítés                     | Összesítés                     | Összesítés                     | Összesítés                     | Összesítés                     | Összesítés                     | Összesítés        | Összesítés  | Összesítés | Összesítés |
| Versenyző     | Versenyszám  | Kötelező elemek   | Kötelező elemek | Kűr               | Kűr   | Helyezési pontszámok bírónként | Helyezési pontszámok bírónként | Helyezési pontszámok bírónként | Helyezési pontszámok bírónként | Helyezési pontszámok bírónként | Helyezési pontszámok bírónként | Helyezési pontszámok bírónként | Helyezési pontszámok bírónként | Helyezési pontszámok bírónként | Több. hely. száma | Hely. össz. | Pont       | Helyezés   |
| Versenyző     | Versenyszám  | Több. hely. száma | Hely.           | Több. hely. száma | Hely. | 1                              | 2                              | 3                              | 4                              | 5                              | 6                              | 7                              | 8                              | 9                              | Több. hely. száma | Hely. össz. | Pont       | Helyezés   |
| ------------- | ------------ | ----------------- | --------------- | ----------------- | ----- | ------------------------------ | ------------------------------ | ------------------------------ | ------------------------------ | ------------------------------ | ------------------------------ | ------------------------------ | ------------------------------ | ------------------------------ | ----------------- | ----------- | ---------- | ---------- |
| Kalle Tuulos  | Férfi egyéni | 7×13+             | 13.             | 7×13+             | 13.   | 14,0                           | 12,0                           | 12,0                           | 13,0                           | 13,0                           | 13,0                           | 13,0                           | 9,0                            | 13,0                           | 8×13+             | 112,0       | 1180,9     | 13.        |
| Leena Pietilä | Női egyéni   | 5×19+             | 20.             | 5×21+             | 21.   | 20,0                           | 20,0                           | 22,0                           | 19,0                           | 23,0                           | 20,0                           | 21,0                           | 19,0                           | 21,0                           | 5×20+             | 185,0       | 1122,6     | 20.        |

## Sífutás
Férfi
| Versenyző                                            | Versenyszám     | Eredmény | Helyezés |
| ---------------------------------------------------- | --------------- | -------- | -------- |
| Heikki Hasu                                          | 18 km           | 1:02:24  | 4.       |
| Paavo Korhonen                                       | 18 km           | 1:05:30  | 14.      |
| Paavo Lonkila                                        | 18 km           | 1:02:20  |          |
| Tapio Mäkelä                                         | 18 km           | 1:02:09  |          |
| Eeti Nieminen                                        | 18 km           | 1:08:24  | 21.      |
| Toivo Oikarinen                                      | 18 km           | 1:04:07  | 10.      |
| Tauno Sipilä                                         | 18 km           | 1:03:40  | 8.       |
| Aulis Sipponen                                       | 18 km           | 1:06:03  | 16.      |
| Veikko Hakulinen                                     | 50 km           | 3:33:33  |          |
| Eero Kolehmainen                                     | 50 km           | 3:38:11  |          |
| Pekka Kuvaja                                         | 50 km           | 3:46:31  | 9.       |
| Kalevi Mononen                                       | 50 km           | 3:39:21  | 5.       |
| Heikki Hasu Paavo Lonkila Urpo Korhonen Tapio Mäkelä | 4 × 10 km váltó | 2:20:16  |          |

Női
| Versenyző       | Versenyszám | Eredmény | Helyezés |
| --------------- | ----------- | -------- | -------- |
| Mirja Hietamies | 10 km       | 42:39    |          |
| Sirkka Polkunen | 10 km       | 43:07    | 5.       |
| Siiri Rantanen  | 10 km       | 42:50    |          |
| Lydia Wideman   | 10 km       | 41:40    |          |

## Síugrás
| Versenyző       | 1. ugrás | 1. ugrás | 1. ugrás | 2. ugrás | 2. ugrás | 2. ugrás | Összesítés | Összesítés |
| Versenyző       | Távolság | Pont     | Hely.    | Távolság | Pont     | Hely.    | Pont       | Helyezés   |
| --------------- | -------- | -------- | -------- | -------- | -------- | -------- | ---------- | ---------- |
| Antti Hyvärinen | 66,5     | 111,0    | 3.*      | 61,5     | 102,5    | 11.*     | 213,5      | 7.         |
| Olavi Kuronen   | 62,5     | 103,0    | 14.      | 61,5     | 101,5    | 14.*     | 204,5      | 12.*       |
| Tauno Luiro     | 60,5     | 95,0     | 30.*     | 64,0     | 104,5    | 9.       | 199,5      | 18.*       |
| Pentti Uotinen  | 63,0     | 106,5    | 11.      | 64,5     | 106,5    | 5.*      | 213,0      | 8.*        |

* - egy másik versenyzővel azonos eredményt ért el